# Saint-Maurice-aux-Riches-Hommes
Saint-Maurice-aux-Riches-Hommes este o comună în departamentul Yonne, Franța. În 2009 avea o populație de 450 de locuitori.

## Evoluția populației
| An        | 1975 | 1982 | 1990 | 1999 | 2006 | 2009 |
| --------- | ---- | ---- | ---- | ---- | ---- | ---- |
| Populație | 366  | 321  | 314  | 392  | 439  | 450  |